# Hermann Baumann (zapaśnik)
Hermann Baumann (ur. 23 stycznia 1921, zm. 19 lutego 1999) – szwajcarski zapaśnik walczący w stylu wolnym. Brązowy medalista z igrzysk w Londynie 1948 w kategorii 67 kg.
- Turniej w Londynie 1948

Wygrał z José Luisem Pérezem z Meksyku, Kandyjczykiem Morganem Plumbem. Przegrał z László Bakosem z Węgier i Szwedem Göstą Jönssonem-Frändforsem. W walce o brązowy medal pokonał Włocha Garibaldo Nizzolę.